# Гремучий (Брянская область)
Гремучий — упразднённый в 2017 году посёлок в Карачевском районе Брянской области России. Входила в состав Вельяминовского сельского поселения. Постоянное население с 2000 года отсутствует.

## География
Деревня находилась в восточной части Брянской области, на Среднерусской возвышенности в центре Восточно-Европейской равнины, в зоне хвойно-широколиственных лесов, у южной окраины деревни Шемятка, в 3,5 км к востоку от села Вельяминова.

## История
Возник около 1930 года; входил в состав Вельяминовского сельсовета (с 2005 — сельского поселения).
Упразднён законом Брянской области от 1 июля 2017 года № 47-З как фактически не существующий в связи с переселением жителей в другие населённые пункты.

## Население
| Годы      | 1979 | 1989 | 2002 | 2010 |
| --------- | ---- | ---- | ---- | ---- |
| Население | 24   | 6    | 0    | 0    |